# Spengler Cup 2005
Der Spengler Cup 2005 (französisch Coupe Spengler 2005) war die 79. Auflage des gleichnamigen Wettbewerbs und fand vom 26. bis 31. Dezember 2005 im Schweizer Luftkurort Davos statt. Als Spielstätte fungierte das dortige Eisstadion. Insgesamt besuchten 76'181 Zuschauer die elf Turnierspiele, was einem Schnitt von 6'925 pro Partie entspricht.
Es siegte erstmals der HK Metallurg Magnitogorsk, der durch einen 8:3-Sieg im Finalspiel über das Team Canada das Turnier gewann. Bereits in der Qualifikation hatten die Russen die Partie knapp mit 2:1 im Penaltyschiessen für sich entschieden. Für Magnitogorsk war es der erste Erfolg am Spengler Cup, nachdem sie im Jahr 1999 im Finale am deutschen Vertreter Kölner Haie gescheitert waren. Es war der erste Sieg eines russischen Teams seit 1991, als der Fall des Eisernen Vorhangs die Dominanz der sowjetischen Klubs in den 1980er-Jahren beendet hatte. Die Vorjahresfinalisten HC Davos und HC Sparta Prag belegten in der Qualifikation die beiden letzten Plätze.
Die Kanadier Mark Beaufait und Steve Walker, beide in Diensten der Eisbären Berlin, waren mit sieben Scorerpunkten, darunter jeweils zwei Tore, die erfolgreichsten Akteure des Turniers. Der Tscheche Josef Marha vom HC Davos wurde als wertvollster Spieler ausgezeichnet.

## Modus
Die fünf teilnehmenden Teams spielten zunächst in einer Einfachrunde im Modus «jeder gegen jeden», so dass jede Mannschaft vier Spiele bestritt. Die beiden punktbesten Mannschaften nach Abschluss der zehn Qualifikationsspiele ermittelten schliesslich in einer zusätzlichen Partie den Turniersieger.

## Turnierverlauf

### Qualifikation
| 26. Dezember 2005 15:00 Uhr | HC Sparta Prag J. Straka (47:41) M. Chabada (52:03) M. Chabada (55:03) | 3:5 (0:2, 0:2, 3:1) Spielbericht | HC Davos L. Wilson (0:48) J. Marha (16:23) J. Marha (28:38) B. Hauer (36:43) J. Marha (57:00) | Eisstadion, Davos Zuschauer: 7'280 |

| 26. Dezember 2005 20:15 Uhr | Team Canada D. Pittis (23:39) | 1:2 n. P. (0:0, 1:1, 0:0, 0:0, 0:1) Spielbericht | HK Metallurg Magnitogorsk E. Kudermetow (29:31) A. Kaigorodow (PS) | Eisstadion, Davos Zuschauer: 7'280 |

| 27. Dezember 2005 15:00 Uhr | HK Metallurg Magnitogorsk W. Atjuschow (15:08) I. Worobjow (17:32) D. Pestunow (30:41) A. Kaigorodow (PS) | 4:3 n. P. (2:2, 1:0, 0:1, 0:0, 1:0) Spielbericht | Eisbären Berlin F. Busch (9:55) M. DuPont (18:31) S. Walker (47:35) | Eisstadion, Davos Zuschauer: 6'971 |

| 27. Dezember 2005 20:15 Uhr | HC Davos T. Miettinen (55:04) P. Guggisberg (57:56) | 2:4 (0:0, 0:3, 2:1) Spielbericht | Team Canada R. Gardner (22:08) J.-G. Trudel (33:07) D. Pittis (34:21) J.-G. Trudel (48:57) | Eisstadion, Davos Zuschauer: 7'280 |

| 28. Dezember 2005 15:00 Uhr | HC Davos B. Christen (3:44) L. Burkhalter (34:14) F. Sutter (37:01) R. von Arx (59:35) | 4:1 (1:0, 2:1, 1:0) Spielbericht | HK Metallurg Magnitogorsk R. Nurtdinow (27:50) | Eisstadion, Davos Zuschauer: 7'280 |

| 28. Dezember 2005 20:15 Uhr | Eisbären Berlin S. Felski (18:41) K. Fairchild (42:00) M. Beaufait (52:08) | 3:2 (1:1, 0:1, 2:0) Spielbericht | HC Sparta Prag M. Špaňhel (7:16) M. Štrba (25:50) | Eisstadion, Davos Zuschauer: 6'123 |

| 29. Dezember 2005 15:00 Uhr | Team Canada D. McTavish (3:11) Y. Sarault (9:22) J.-G. Trudel (26:10) D. Pittis (34:36) S. Roest (37:35) D. McTavish (38:43) | 6:1 (2:1, 4:0, 0:0) Spielbericht | Eisbären Berlin S. Felski (17:18) | Eisstadion, Davos Zuschauer: 6'439 |

| 29. Dezember 2005 20:15 Uhr | HK Metallurg Magnitogorsk D. Platonow (2:14) W. Atjuschow (23:52) I. Koroljow (31:53) D. Platonow (37:02) | 4:3 (1:2, 3:0, 0:1) Spielbericht | HC Sparta Prag R. Stehlík (13:19) P. Ton (18:11) P. Ton (48:28) | Eisstadion, Davos Zuschauer: 5'956 |

| 30. Dezember 2005 15:00 Uhr | HC Sparta Prag J. Straka (23:51) J. Hanzlík (31:45) | 2:8 (0:5, 2:2, 0:1) Spielbericht | Team Canada J.-G. Trudel (5:48) D. McTavish (6:40) D. McTavish (7:24) M. Kariya (13:02) J. York (17:23) I. White (22:14) M. Kariya (32:07) S. Roest (51:17) | Eisstadion, Davos Zuschauer: 7'012 |

| 30. Dezember 2005 20:15 Uhr | Eisbären Berlin D. Walser (5:31) M. Beaufait (11:40) C. Gawlik (21:05) M. DuPont (30:10) S. Felski (32:09) R. Mueller (50:30) S. Walker (57:56) R. Mueller (58:10) | 8:5 (2:2, 3:3, 3:0) Spielbericht | HC Davos B. Christen (6:36) P. Guggisberg (8:21) T. Pärssinen (27:22) M. Riesen (31:16) M. Riesen (35:45) | Eisstadion, Davos Zuschauer: 7'280 |

| Pl. |                           | Sp | S | OTN | N | Tore  | Punkte |
| --- | ------------------------- | -- | - | --- | - | ----- | ------ |
| 1.  | Team Canada               | 4  | 3 | 1   | 0 | 19:07 | 7      |
| 2.  | HK Metallurg Magnitogorsk | 4  | 3 | 0   | 1 | 11:11 | 6      |
| 3.  | Eisbären Berlin           | 4  | 2 | 1   | 1 | 15:17 | 5      |
| 4.  | HC Davos                  | 4  | 2 | 0   | 2 | 16:16 | 4      |
| 5.  | HC Sparta Prag            | 4  | 0 | 0   | 4 | 10:20 | 0      |

### Final
| 31. Dezember 2005 12:00 Uhr | Team Canada B. Skinner (18:32) C. Murphy (26:57) J. Holden (52:27) | 3:8 (1:3, 1:2, 1:3) Spielbericht | HK Metallurg Magnitogorsk R. Nurtdinow (1:09) D. Juschkewitsch (13:14) J. Gladskich (18:11) R. Gusmanow (34:41) A. Kaigorodow (36:56) J. Gladskich (51:15) D. Platonow (58:12) J. Dobryschkin (58:52) | Eisstadion, Davos Zuschauer: 7'280 |

## All-Star-Team
| Angriff:      | Domenico Pittis – Josef Marha (MVP) – Stanislaw Tschistow |
| Verteidigung: | Jason York – BER Micki DuPont                             |
| Tor:          | Jonas Hiller                                              |